# Béla Bakosi
Béla Bakosi (né le 18 juin 1957) est un ancien athlète hongrois spécialiste du triple saut.

## Palmarès

### Championnats d'Europe d'athlétisme
- Championnats d'Europe d'athlétisme 1982 à Athènes, Grèce
  -  Médaille de bronze du triple saut

### Championnats d'Europe d'athlétisme en salle
- Championnats d'Europe d'athlétisme en salle 1980 à Sindelfingen, Allemagne de l'Ouest
  -  Médaille d'argent du triple saut
- Championnats d'Europe d'athlétisme en salle 1982 à Milan, Italie
  -  Médaille d'argent du triple saut
- Championnats d'Europe d'athlétisme en salle 1983 à Budapest, Hongrie
  -  Médaille de bronze du triple saut
- Championnats d'Europe d'athlétisme en salle 1984 à Göteborg, Suède
  -  Médaille de bronze du triple saut
- Championnats d'Europe d'athlétisme en salle 1986 à Madrid, Espagne
  -  Médaille de bronze du triple saut
- Championnats d'Europe d'athlétisme en salle 1988 à Budapest, Hongrie
  -  Médaille d'argent du triple saut